# Lygocecis packardi
Lygocecis packardi är en tvåvingeart som först beskrevs av Ephraim Porter Felt 1909.  Lygocecis packardi ingår i släktet Lygocecis och familjen gallmyggor.
Artens utbredningsområde är Illinois. Inga underarter finns listade i Catalogue of Life.